# Pijpbom

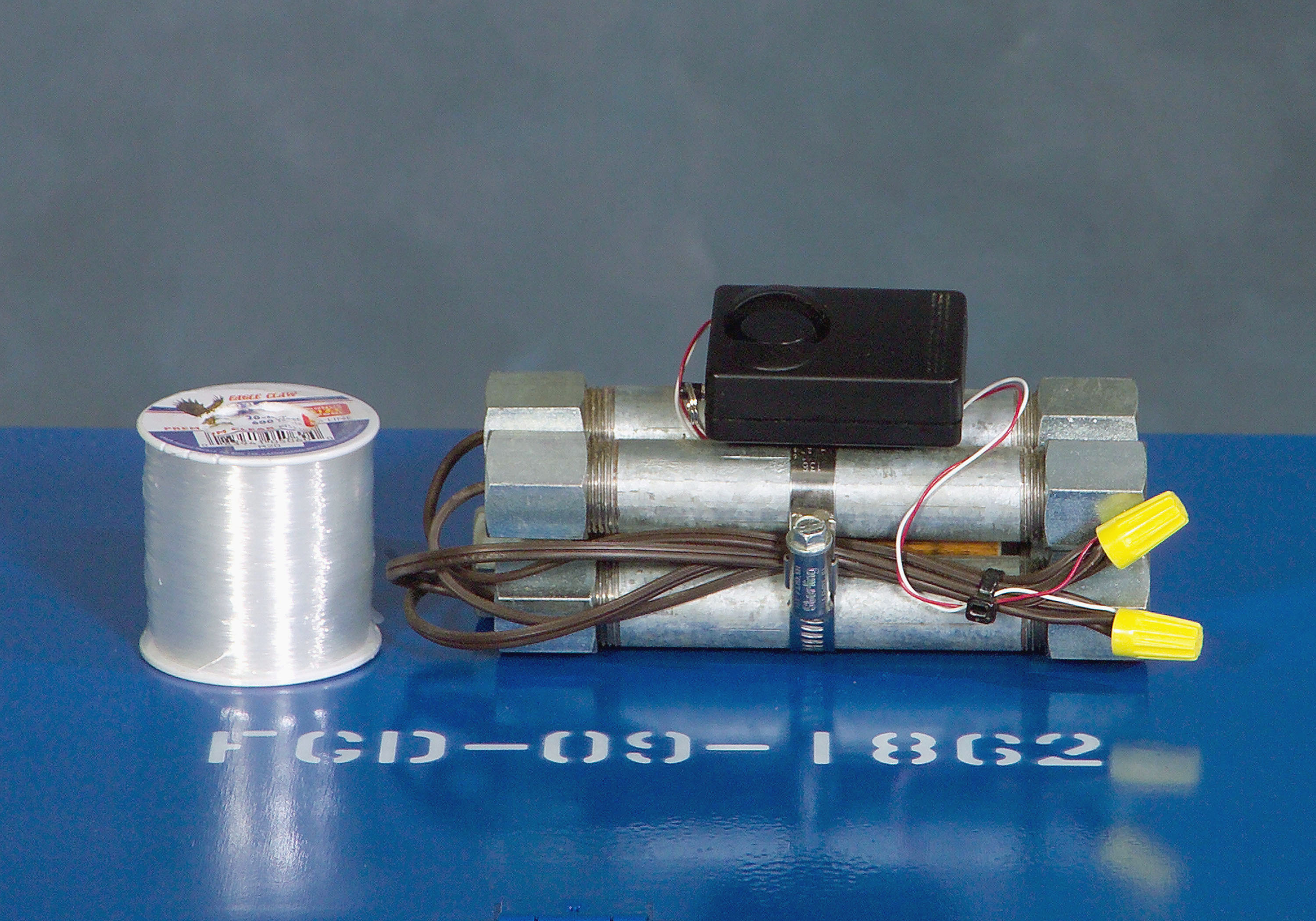
Mock-up van een pijpbom die wordt ingezet om Amerikaanse militairen trainingen te geven

Een pijpbom is een ijzeren/metalen buis, die aan beide kanten is dichtgemaakt. In de huls zit een explosief zoals buskruit. Om het explosieve materiaal te ontsteken zit er een kleine opening in de buis of een van de uiteinden voor een lont of een elektriciteitsdraad voor een ontsteker.
Als explosief materiaal kunnen alle explosieven dienstdoen maar aangezien de pijpbom zelf geïmproviseerd is zal het explosieve middel dat meestal ook zijn.  Het is zelfs mogelijk om materialen te gebruiken die van zichzelf niet explosief zijn maar dit alleen worden als ze opgesloten zitten - zoals het poeder van sterretjes.
Het maken van een pijpbom is eenvoudig maar risicovol. Het dichtmaken van het tweede uiteinde, nadat de pijp gevuld is, kan tot een explosie leiden. Dit risico is groter als het uiteinde van de pijp met geweld of kracht wordt dichtgemaakt (geslagen of gebogen). Deeltjes van het explosieve materiaal kunnen bekneld raken en ontbranden.
Doordat de buis is afgesloten wordt de druk na ontbranden van het buskruit in de pijp zo groot dat deze explodeert. Hierbij kunnen er stukjes ijzer door de lucht vliegen. Ook is de knal zo hard dat er risico op een gehoorbeschadiging bestaat.